# Barthélémy-François Chardigny
 Barthélémy-François Chardigny, nacido en 1757 en Ruan y fallecido en 1813, es un escultor francés.

## Biografía
Aunque nace en Ruan el 4 de septiembre de 1757, su larga estancia en el Midi francés hace que se le considere un escultor de la Provenza.
Barthélémy-François Chardigny, hijo de un cantero, se convirtió en alumno de Augustin Pajou; en su taller coincide con Louis Pierre Deseine.
En el año 1782 obtiene el Gran Premio de Roma de Escultura, con una obra basada en el título la parábola del Buen Samaritano (del francés: la Parabole du Samaritain).
Trabaja en Toulon para decorar la iglesia de Saint-Louis, pero su proyecto es cancelado.
Pensionado en la Villa Medicis de Roma de 1784 a 1786.
Tras su estancia en Roma, se trasladó a Aix-en-Provence. Instaló su taller en la antigua capilla del convento en desuso de los Padres de la Misericordia en el número 34 la calle Cardenal. Vuelve a trabajar en la ciudad de Toulon, donde recibe un nuevo encargo, pero no cumple los plazos. Realiza, sin embargo, dos estatuas de temática religiosa desaparecidas durante la Revolución y una Virgen María aplastando la cabeza de una serpiente, que actualmente es visible en la fachada posterior de la capilla del Hospital Naval de Saint-Mandrier.
En Aix obtiene pedidos por cuatro estatuas (Henri IV, Louis XVI, Carlos III de Provenza y el rey René) para decorar el nuevo edificio de juzgados, construido según los planos de Claude-Nicolas Ledoux. En 1790, una decisión de la Asamblea Legislativa detuvo el trabajo, rompe los moldes, excepto los del rey Enrique IV y el rey René, que se conservan en el museo Granet. La estatua de Enrique IV escapó de la destrucción durante la Revolución. Chardigny destruyó la cara del rey, lo que hizo pensar que se trataba de un simple caballero, y rehízo la cabeza de la estatua bajo el Primer Imperio.
Se estableció como uno de los escultores oficiales de la Revolución en la Provenza. Su compromiso revolucionario y su presencia en Aix-en-Provence de 1784 a 1794, sugieren al historiador Michel Vovelle, la posibilidad de que fuese el autor del monumento de Joseph Sec en Aix-en-Provence.
En 1795 se trasladó a Marsella y en 1796 obtuvo un encargo de una estatua de la Paz para el ayuntamiento. Con el apoyo del director Charles Delacroix, se convierte en un escultor cuasi oficial, recibió muchos pedidos. Para honrar el heroísmo de la peste de Marsella en 1720, el prefecto Delacroix inaugura el 16 de septiembre de 1802 una fuente instalada en la place Estrangin-Pastré; el monumento consiste en una columna tomada de la cripta de la abadía de San Víctor (del francés: abbaye de Saint-Victor) coronada por el genio de la Inmortalidad esculpido por Chardigny. El monumento se trasladó en 1839 a la place Félix-Baret y en 1865 al jardín de la biblioteca (del francés: jardin de la bibliothèque) donde sigue siendo visible. El genio de la inmortalidad está representado por Chardigny como un niño menor que porta en una mano la antorcha de la vida casi extinta, y en la otra una corona de laureles que coloca sobre los nombres de los héroes de la epidemia de peste 1720. Los nombres de estas personas están en el pedestal de la columna. La estatua original se encuentra ahora en el Museo de Bellas Artes de Marsella.
La fuente, esculpida por Fossati en 1778 y ubicada en la plaza del General de Gaulle (antes Place de la Tour, en francés: place du Général-de-Gaulle ), fue decorada en 1802, a petición de Delacroix, con dos bajorrelieves esculpidos por Chardigny, el que representa la pesca y el de la recolección de las aceitunas. Este monumento, a veces llamado "fuente del comercio" será transferido en 1825 a la intersección de Boulevard Gambetta y el Boulevard Atenas, en el centro de la plaza des Capucines. Los dos bajorrelieves de Chardigny fueron expuestos en el Museo de Bellas Artes de Marsella.
Miembro de la Academia de Bellas Artes de Marsella
En 1807, vive en el n.º 3 de la rue Haxo de Marsella. Se le acusó en 1808 de malversar el dinero mientras estuvo a cargo de las cuentas de los convoyes militares en 1800. Al pedirle que se explicara ante el tribunal penal del Sena, se fue de Marsella, y su estudio quedó precintado hasta junio de 1809.
Tras poner en regla sus tratos con la justicia, trabajó en el Museo del Louvre, donde talla dos bajorrelieves de la Escalera norte de la Columnata. En este proyecto decorativo participaron también Jacques-Edme Dumont, Antoine Moutony y Pierre-Charles Bridan en 1812.
Barthélémy-François Chardigny fallece en 1813 en uno de los patios del museo del Louvre tras una caída desde el andamio.

## Obras

### Realizadas en Roma
- “Carle Vernet en Roma”, dibujo a lápiz del año 1785

### En elMuseo Granet
- Retrato de Enrique IV de Francia,[10] escultura, en el Museo Granet de Aix-en-Provence.

### Conservadas enMarsella
- ”Femme et Amour”,  1803, bajo relieve, terracota, en el Museo de Bellas Artes de Marsella
- “La recogida de la oliva”,  bajo relieve (elemento arquitectónico), mármol, en el Museo de Bellas Artes de Marsella
- “La Justicia”,  (último cuarto del siglo XVIII) estatua, escayola en el Museo de Bellas Artes de Marsella
- “La pesca”,  bajo relieve (elemento arquitectónico), mármol, en el Museo de Bellas Artes de Marsella
- “El genio de la inmortalidad”  (último cuarto del siglo XVIII primer cuarto del siglo XIX) estatua, escayola, en el Museo de Bellas Artes de Marsella
- “Matrimonio samnita” , grupo en relieve, escayola, en el Museo de Bellas Artes de Marsella
- “ Napoleón I emperador de los franceses (1769-1821)” , (último cuarto del siglo XVIII primer cuarto del siglo XIX) busto, mármol, en el Museo de Bellas Artes de Marsella
- “Saint Roch” , estatuilla de escayola, modelo para la estatua en piedra ubicada sobre el frontón de la fachada de la intendencia sanitaria de Marsella, en el Museo de Bellas Artes de Marsella

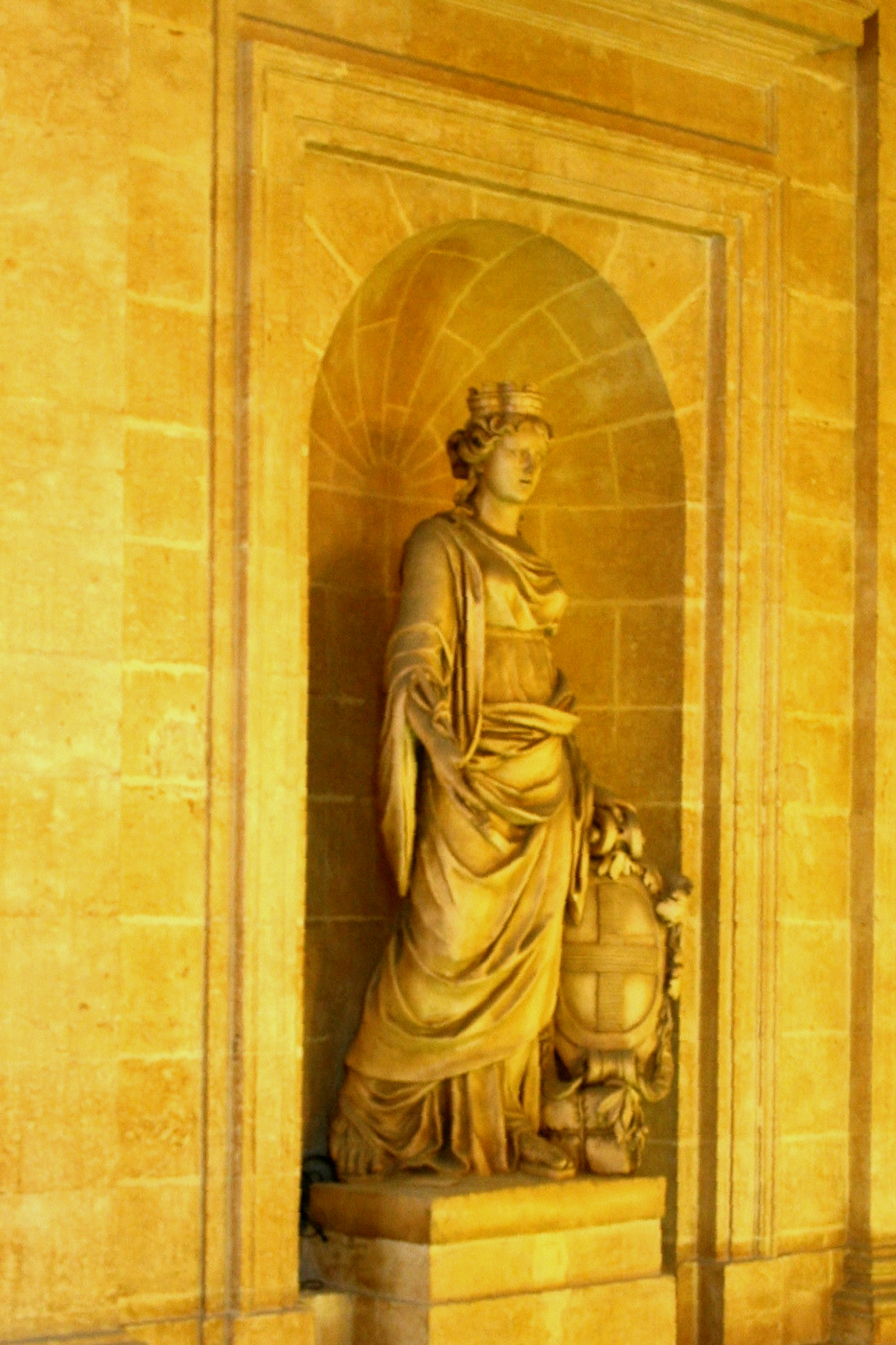
La paix victorieuse Ayuntamiento Marsella
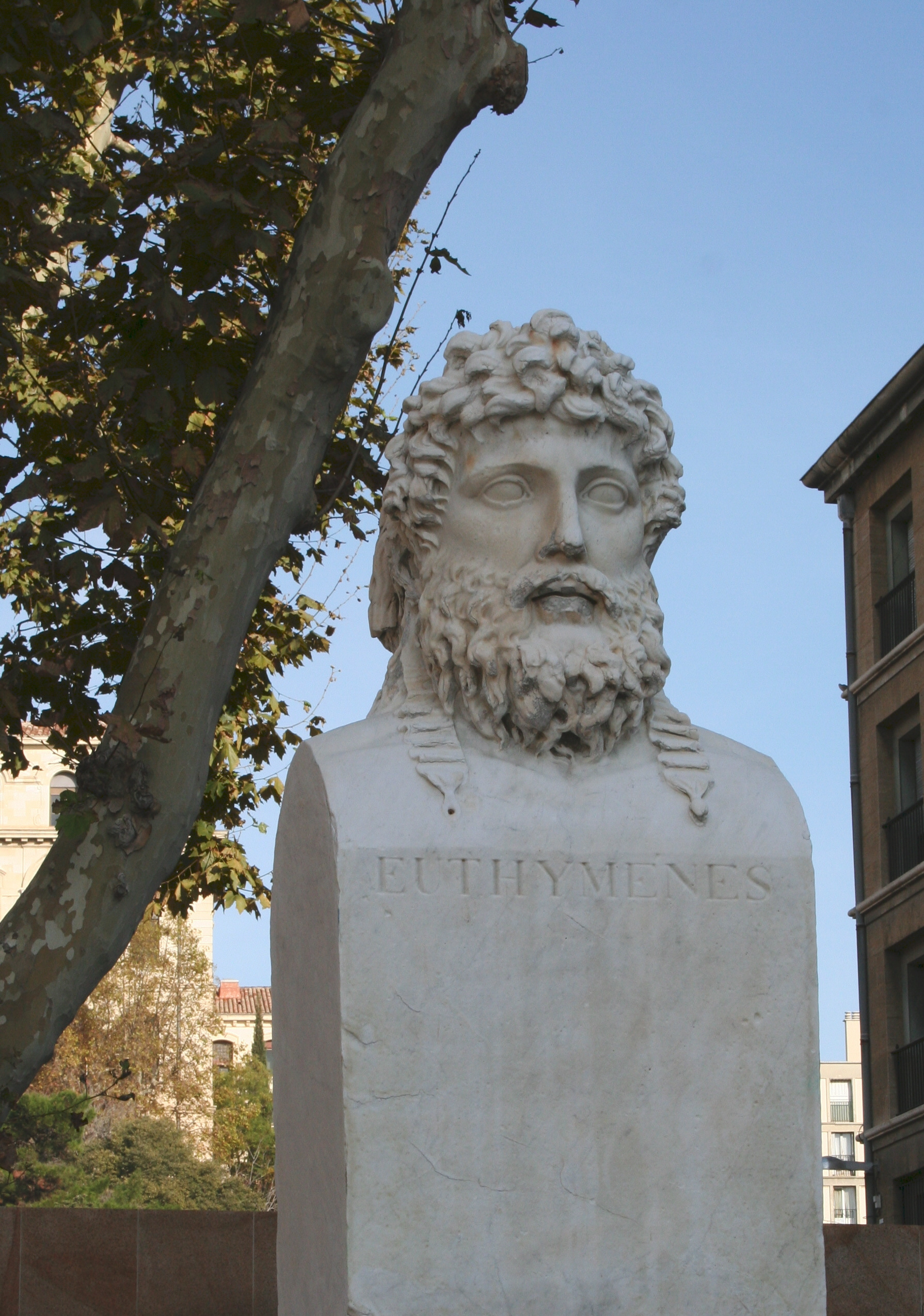
Tête bicéphale Euthmènes-Pythéas Place Bargemon Marsella
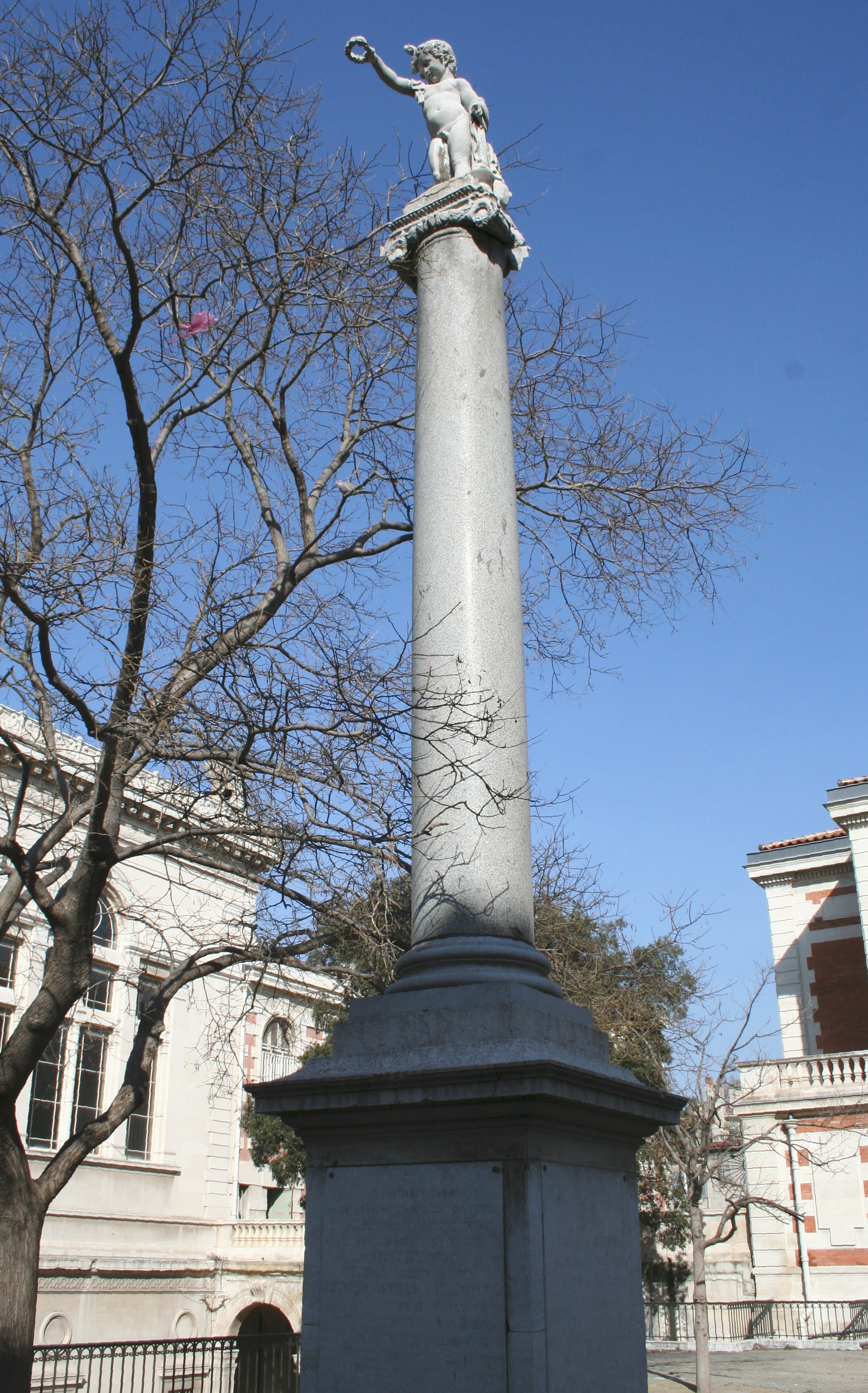
Génie de l'immortalité Jardín de la Biblioteca Marsella

## Recursos
Parte de la biografía: